# Institut Élie-Cartan de Lorraine
L'Institut Élie-Cartan de Lorraine (IECL) est un laboratoire de recherche en mathématiques situé à Nancy et Metz, né de la fusion en 2013 de l'Institut Élie-Cartan de Nancy (IECN), fondé en 1953, et du Laboratoire de mathématiques et applications de Metz (LMAM).
Cette unité mixte de recherche (UMR 7502) a une double tutelle : le CNRS (via l'INSMI) et l'université de Lorraine. L'IECL travaille en collaboration avec le Centre Inria de l'Université de Lorraine grâce à trois équipes-projets qu'il accueille. L'IECL fait également partie du pôle scientifique Automatique, mathématiques, informatique et leurs interactions (AM2i) de l'Université de Lorraine et de CNRS Mathématiques.

## Histoire

### Institut Élie-Cartan de Nancy (IECN)

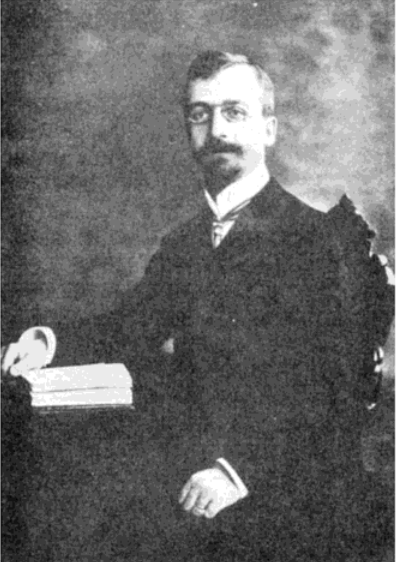
Élie Cartan en 1904.

L'Institut est créé à Nancy par arrêté ministériel du 1er juillet 1953 à l'initiative de Jean Delsarte, mathématicien et professeur d'université à Nancy. Il lui donne le nom d'Élie Cartan, un mathématicien mort deux ans plus tôt, ayant enseigné à Nancy dans les années 1910. L'Institut est doté de statuts proches de ceux de l'Institut Henri-Poincaré à Paris.
L'Institut assure « l'administration » de Nicolas Bourbaki, un groupe de mathématiciens formé en 1935, incluant plusieurs membres de l'Institut ; les deux structures n'en demeurent pas moins distinctes.
La collaboration de l'Institut avec le CNRS commence en 1978, quand il en devient une équipe de recherche associée (ERA 839), sous le nom d'Équipe d'analyse globale.
L'Institut s'installe en 1995 dans un nouveau bâtiment sur le campus des Aiguillettes à Villers-lès-Nancy et Vandœuvre-lès-Nancy, au cœur de la faculté des sciences et technologies.

### Laboratoire de mathématiques et applications de Metz (LMAM)
Le laboratoire Méthodes mathématiques pour l'analyse des systèmes (MMAS, FRE 2344) est remplacé en 2003, par le Laboratoire de mathématiques et applications de Metz (LMAM, UMR 7122).

### Fusion
En 2013, l'Institut Élie-Cartan de Nancy (IECN) et le Laboratoire de mathématiques et applications de Metz (LMAM) fusionnent pour donner naissance à l'Institut Élie-Cartan de Lorraine (IECL, UMR 7502). La fusion est réalisée dans le sillage de la création de l'université de Lorraine à partir notamment de l'université de Metz et de l'université Nancy-I, dont dépendaient respectivement le LMAM et l'IECN.

## Bâtiment du campus des Aiguillettes
Le bâtiment qui accueille l'Institut à Vandoeuvre-lès-Nancy depuis 1995 au campus des Aiguillettes a été dessiné par le cabinet d'architectes BMT et associés (Gérard Bernt, Francis Morillon, Philippe Thouveny et Daniel Barbier), lauréats en septembre 1992 d'un concours d'architecture dans le cadre de l'opération Université 2000.
D'une superficie de 2 500 m2, il est composé de deux structures : d'une part, un bâtiment courbe, et d'autre part, un parallélépipède reposant sur des poteaux.
Le bâtiment héberge une bibliothèque de 350 m2 et 30 places environ.

## Site du Technopôle de Metz
En 2017 les locaux de l'IECL situés à Metz, qui étaient initialement au centre ville sur l'île du Saulcy, déménagent au technopôle en périphérie de la ville. 

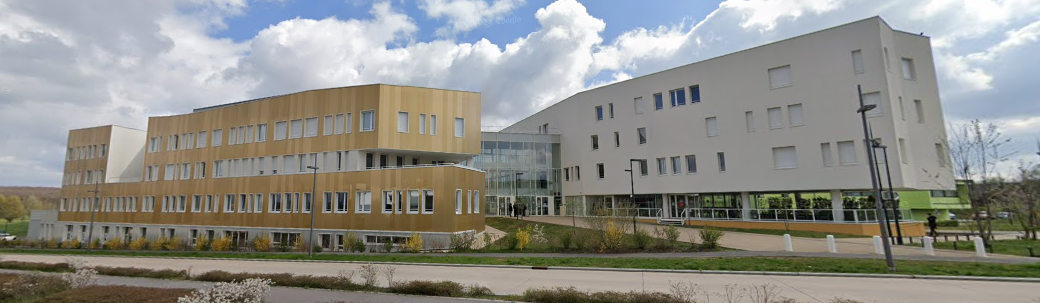
Le bâtiment accueillant les bureaux de l'IECL (partie gauche sur la photographie) à Metz depuis 2017.

## Publications
Actes des journées de la Société mathématique de France (SMF) à l'Institut Élie-Cartan :
- Journées complexes Nancy 80 (27 – 31 mai 1980), coll. « Institut Élie-Cartan » (no 3), 1981, II-106 p. (ISBN 2-903594-02-3).
- Journées complexes Nancy 82 (24 – 28 mai 1982), coll. « Institut Élie-Cartan » (no 8), 1983, 219 p. (ISBN 2-903594-07-4).
- Journées complexes 85 (mars 1986), coll. « Institut Élie-Cartan » (no 10), 1986, 132 p. (ISBN 2-903594-09-0).
- Jan Sokolowski (dir.), Journées Élie Cartan 1998 et 1999 (18 – 19 juin 1998 et 3 – 4 juin 1999), coll. « Institut Élie-Cartan » (no 16), 2000, 175 p. (ISBN 2-903594-15-5).
- Wolfgang Bertram (dir.), Frédéric Campana (dir.), Caroline Gruson (dir.) et Antoine Henrot (dir.), Journées Élie Cartan 2001 et 2002 (31 mai – 1er juin 2001 et 19 – 20 décembre 2002), coll. « Institut Élie-Cartan » (no 17), 2002, 118 p. (ISBN 2-903594-17-1).
- Jan Sokolowski (dir.), Journées Élie Cartan 2006, 2007 et 2008, coll. « Institut Élie-Cartan » (no 19), 2009, VI-238 p. (ISBN 978-2-903594-20-6).